# Zeke Jones
Larry Lee "Zeke" Jones (* 2. prosince 1966 Ypsilanti, USA) je bývalý americký zápasník, volnostylař. V roce 1992 na olympijských hrách v Barceloně vybojoval v kategorii do 52 kg stříbrnou medaili. V roce 1991 vybojoval zlato a v roce 1995 bronz na mistrovství světa. Při dalších účastech byl v roce 1989 sedný, v roce 1990 čtvrtý a v roce 1994 a 1997 jedenáctý. V roce 1991 vybojoval bronz a v roce 1995 zvítězil na Panamerických hrách.
18 let byl trenérem univerzitních týmů I. divize. V roce 2008 se stal hlavním trenérem americké volnostylařské reprezentace. Podílel se na přípravě Kyle Snydera na světový šampionát juniorů v roce 2013.